# غازي وزني
 غازي عبد الله وزني (20 يوليو 1954 في بنت جبيل، لبنان -) أكاديمي وخبير اقتصادي ومالي لبناني، شغل منصب وزير المالية في حكومة حسان دياب منذ 21 يناير 2020 حتى 10 أغسطس 2020، وتولى تصريف الأعمال لحين تشكيل حكومة نجيب ميقاتي في 10 سبتمبر 2021، حيث تولى الوزارة يوسف خليل.

## نُبذة
حاصل على دكتوراه في الأداء الاقتصادي والمالي من جامعة باريس دوفين (1983)، ودبلوم دراسات عليا في العلوم المالية من الجامعة ذاتها، أسس عددا من المصارف في أفريقيا، وعمل مستشارًا للجنة المالية والموازنة النيابية (2009-2011)، وأستاذًا مشاركًا في كلية الاقتصاد والأعمال في جمهورية الكونغو الديمقراطية (1987-1998)، بالإضافة إلى عمله مستشارًا ماليًّا في فرنسا (1985-2001).

## استقالته من الحكومة
قدم وزني استقالته من الحكومة في 10 أغسطس 2020، وذلك على خلفية الانفجار الذي حصل في مرفأ بيروت في 4 أغسطس 2020.